# Compétition spermatique
Dans la nature, l’apparente extravagance des traits arborés par les mâles de certaines espèces, et leur sous-jacent impact sur leur survie, inspira Darwin dans le développement de la théorie de la sélection sexuelle. Un siècle plus tard, les biologistes réalisèrent que la polyandrie et le stockage du sperme par les femelles de certaines espèces pouvaient amener à une nouvelle forme de compétition mâle-mâle après accouplement (phase post-copulatoire). En effet, la compétition ne s’arrêterait plus seulement à l’accès à l’accouplement, mais continuerait à l’intérieur même de la femelle.
C'est Geoff Parker, professeur de biologie à l'université de Liverpool, qui en 1970 développa une forme particulière de compétition postcopulatoire : la compétition spermatique, définie par la compétition entre les éjaculats de différents mâles pour la fertilisation d’un set donné d’ovocytes à l’intérieur du tractus génital de la femelle. Selon Parker, l’éjaculat le plus abondant était favorisé et la femelle restait passive dans cette compétition,. Cependant, la passivité de la femelle fut plus tard remise en cause, et l’idée d’un choix cryptique par celle-ci reçut une attention théorique et empirique importante. Une coévolution entre les mâles et les femelles engendrée par cette compétition spermatique semble alors apparaître avec les coûts que cela implique.
La compétition spermatique est aujourd’hui reconnue comme une force de sélection puissante expliquant certains traits morphologiques, physiologiques et comportementaux des mâles de certaines espèces.
Récemment, elle fut également proposée comme un élément aidant au phénomène de spéciation.

## Adaptations morphologiques engendrées par la compétition spermatique

### Morphologie des testicules
En 1970, Parker remarqua que les mâles produisant le plus de sperme étaient avantagés par rapport à leurs concurrents dans un contexte de compétition spermatique. En effet, plus le sperme est abondant plus il tend à diluer le sperme des concurrents déjà présents, améliorant sa probabilité de fertilisation. Des études confirmèrent que plus les testicules sont gros et plus ceux-ci peuvent fabriquer de spermatozoïdes, conférant alors un avantage certain dans la compétition.

#### Chez le singe
- Si l’on utilise une analyse comparative pour comparer le ratio [(masse des testicules)/(masse totale de l’animal)] entre les chimpanzés et les gorilles, on s’aperçoit que les chimpanzés ont de plus gros testicules que les gorilles à masse équivalente. Ceci s’explique par des différences de régime de reproduction entre ces animaux. Les chimpanzés sont promiscuites et de ce fait, une femelle peut s’accoupler avec différents partenaires, tandis que les gorilles sont polygynes et, par conséquent, les femelles se reproduisent principalement avec un seul mâle[7],[8].
- Une autre étude[9] menée chez le singe rhésus a mis en évidence que dans les populations promiscuites, les mâles ont tendance à avoir de plus gros testicules que dans des populations polygames ou monogames.

#### Chez le chat
Certaines espèces échappent à cette règle. Les chats, par exemple, peuvent, selon la distribution des ressources dans l’environnement, être promiscuites (beaucoup de ressources), monogames (intermédiaire), ou polygynes (peu de ressources). On observe que les animaux polygynes ont des testicules plus gros que ce que l’on attendait en théorie. Lorsque les ressources sont rares dans le milieu, comme c’est souvent le cas à la campagne, les chats mâles ont tendance à établir un territoire regroupant les territoires de chasse de quelques femelles. On peut alors comparer ce territoire au harem des gorilles en ceci qu’ils défendent ce territoire des intrusions d’autres mâles. Or, chez les chats, les testicules synthétisent la testostérone qui confère aux mâles le comportement agressif. De ce fait, les testicules des chats polygynes sont plus gros que ce que l’on attend en théorie si l’on considère que les testicules ne servent qu’à produire du sperme.
Cet exemple alerte sur le fait qu’il est important de rester prudent face à certaines données. La compétition spermatique n’étant pas forcément la seule source de pression de sélection sur certains traits.

### Morphologie du pénis

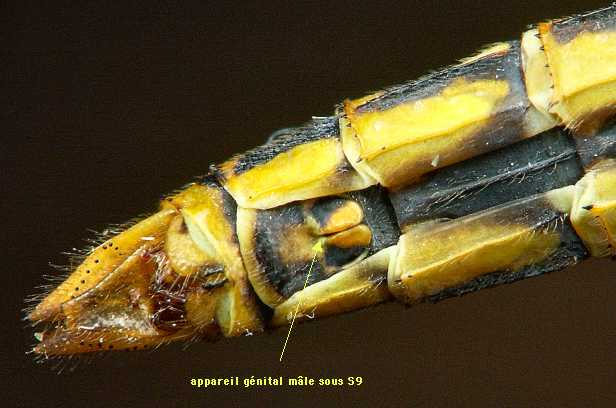
Appareil génital d'un odonate fermé

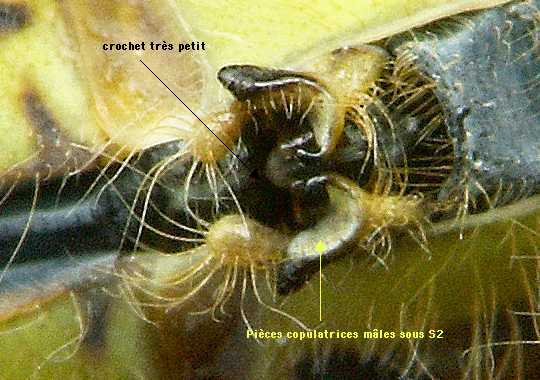
Appareil génital d'un odonate ouvert

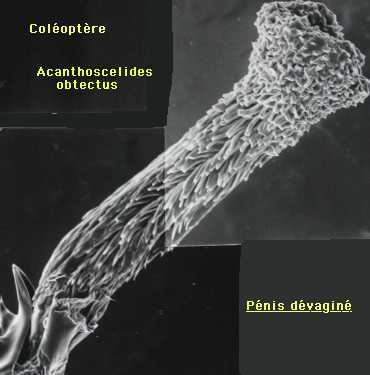
Pénis dévaginé de coléoptère

Les pénis présentent une diversité de forme extraordinaire selon les espèces. Par exemple, chez les agrions, les mâles ont un pénis présentant une petite brosse, le goupillon. Cette balayette racle le tractus génital de la femelle avant d’éjaculer, ce qui leur permet d’enlever le sperme provenant des précédents accouplements de la femelle. Par conséquent, le mâle s’accouplant en dernier avec la femelle s’assure la paternité de la quasi-totalité de ses œufs. Cette technique fait partie de la stratégie de "déplacement du sperme".
Chez l’Homme, on retrouve un système comparable qui consiste en un gland surdimensionné par rapport à la verge du pénis,.

## Stratégies des mâles face à la compétition spermatique
La compétition spermatique impose une pression sélective sur de nombreux caractères chez les mâles. Le but étant de maximiser ses chances de féconder une femelle, la quantité de spermatozoïdes, leurs formes et leurs physiologies sont d’une importance capitale.
Par ailleurs, les comportements des mâles vis-à-vis des rivaux et de la femelle peuvent également s’avérer efficaces afin de maximiser ses chances de fertilisation et/ou diminuer la compétition spermatique.

### Morphologie et physiologie des spermatozoïdes
- Quantité - Afin d’augmenter la probabilité de fertiliser un set d’ovule, la quantité de sperme déposée dans le tractus génital de la femelle peut s’avérer cruciale. Deux stratégies sont envisageables : émettre beaucoup de spermatozoïdes dans un seul éjaculat, ou comme chez de nombreux oiseaux supposés monogames : copuler un grand nombre de fois. Si les spermatozoïdes de différents mâles se retrouvent dans le même tractus génital, alors un grand nombre peut s’avérer un élément avantageux par dilution des spermatozoïdes adverses. C’est ainsi que l’on observe, chez les espèces ayant un fort taux d’accouplement de la femelle et subissant donc forte compétition spermatique, une augmentation de la taille des testicules. Par ailleurs, il a été prouvé que chez certaines espèces d’orthoptères, scarabées, mouches, hyménoptères, lépidoptères et poulets, les mâles éjaculent davantage de sperme quand le risque de compétition est perçu comme élevé et vice versa[14].
- Taille – Les spermatozoïdes montrent une incroyable variabilité de taille, allant de quelques dixièmes de millimètres à 6 cm chez Drosophilia bifurca (environ 30 fois la taille de la mouche)[14]. Partageant pourtant une même fonction : fertiliser les ovules, l’apparition d’une telle variabilité semble surprenante. Plusieurs études ont cependant montré que la compétition spermatique semblait favoriser une grande taille des spermatozoïdes chez différents taxons[15]. Mais cette hypothèse reste fortement controversée et les raisons adaptatives chez chaque espèce peuvent fortement varier en fonction des conditions de compétition (morphologie du tractus, mode de fécondation, etc.). Par exemple, chez les insectes, la taille des spermatozoïdes est influencée par la taille des organes de stockage des femelles[15].

Cependant, des hypothèses sont données pour expliquer ce gigantisme spermatique :
1. une vitesse accrue avec la taille du spermatozoïde, améliorant sa capacité à fertiliser l’ovule en arrivant le premier[14],[15].
2. La grande taille du spermatozoïde permettrait de bloquer le passage des autres spermatozoïdes[14].

- Morphologie - Si l’on s’intéresse à la morphologie des spermatozoïdes d’un sperme homospermatique, on s’aperçoit qu’il existe une forte proportion de spermatozoïdes déformés par rapport à la forme classique (40 % chez l’Homme[16], 30 à 50 % chez le lion[17]). Ceci permet une véritable répartition des tâches dans le tractus génital femelle : ceux qui ont une forme normale vont attaquer en allant le plus rapidement possible vers l’ovule, tandis que les anormaux qui ont une mobilité réduite vont défendre en bloquant le sperme concurrent. Ces véritables spermatozoïdes kamikazes[18] vont former une ceinture de chasteté empêchant les spermatozoïdes d’un autre mâle de féconder les œufs, on parle de bouchon spermatique. Il a ainsi  été proposé que ces spermatozoïdes anormaux soient des spermatozoïdes kamikazes qui se sacrifieraient en se fixant à l’acrosome de spermatozoïdes étrangers et limiteraient leurs déplacements[18],[19].
- Physiologie - Chez certaines espèces, dont la drosophile, les mâles produisent un liquide séminal alcalin qui réduit la viabilité des autres spermatozoïdes. La toxicité est telle qu'elle peut réduire la viabilité des femelles dans certains cas. L'impact sur la durée de vie des femelles permet aux mâles produisant ces liquides séminaux particuliers de pouvoir s'approprier la paternité de la quasi totalité des ovocytes produits par une femelle au cours de sa vie. Ce caractère est donc sélectionné chez les mâles[20].

### Adaptations comportementales
La compétition spermatique ne se traduit pas uniquement par des adaptations au niveau spermatique, mais aussi au niveau comportemental. De nombreuses stratégies ont été décrites, comme permettant aux mâles de diminuer la compétition spermatique avec ses rivaux, améliorant ainsi ses chances de féconder une femelle. Les mâles ayant pour but de s’assurer le plus haut taux de paternité possible, adoptent de nombreuses stratégies que l’on retrouve à tous stades dans la reproduction.

#### Comportements pré-copulatoires
Chez certaines espèces (comme pour les lézards e.g. lacerta vivipara) les mâles émergent avant les femelles et une compétition entre eux va avoir lieu pour accéder aux femelles dans le but de s’accoupler avec elles dès qu’elles émergent.
Chez les mammifères les mâles s’adonnent à des combats intenses (éléphants de mer) pour défendre leur harem et ainsi s’assurer de la paternité des progénitures qui vont naître sur leurs territoires.
Chez les oiseaux et les poissons, les mâles paradent devant les femelles afin d’acquérir l’autorisation de ces dernières de se reproduire (exemple du paon).
Cette compétition favorise l'apparition de traits ostentatoires exagérés pour plaire aux femelles ainsi que d'armes pour les combats.

#### Comportements pendant la copulation
Des copulations multiples permettent aux mâles d’augmenter leurs chances de féconder un maximum d’ovules, en augmentant la quantité de sperme transféré dans la femelle.
Lorsque la copulation commence, rien ne doit la perturber, sous peine de voir la descendance du mâle diminuer. Pour éviter cela, les mâles ont amélioré les systèmes d’accrochages aux femelles: (d’après Hungerford 1954) chez les insectes, la modification des tarses des pattes permettent de mieux s’accrocher à la femelle. Chez les dytiques, les mâles ont des sortes de ventouses sur les tarses arrière pour tenir plus efficacement sur la femelle.
Ils ont aussi adapté des stratégies contre le vol des femelles par des rivaux. Par ailleurs, une autre stratégie vise à s’accoupler dans des zones où la densité des concurrents est faible.
De plus pour éviter que la femelle ne dilue le sperme d’un mâle, celui-ci peut prolonger la copulation (avec contact génital) afin de permettre aux spermatozoïdes d’avoir le temps de féconder les œufs. Le mâle va donc faire office de bouchon copulatoire. Chez le phasme Necroscia sparaxes le contact génital peut durer jusqu’à 79 jours.
De nombreuses espèces, notamment chez les insectes, offrent des présents aux femelles : (sécrétions glandulaires, proies, parties de leur corps…) dans le but de capter l'attention de la femelle pendant un temps suffisamment long pour qu’elle ne copule pas avec d’autres rivaux.

#### Comportements post-copulatoires
Une des stratégies pour s’assurer que la femelle ne s’accouple pas avec d’autres mâles est de rester simplement avec elle (sans le moindre contact) (d’après Parker 1970), ou rester en contact physique avec elle (sans contact génital), comme l'agrion (d’après Parker 1970).
D’autres (blattes, criquets, et autres insectes) vont favoriser la mise en place de bouchon spermatique (appelé aussi bouchon copulatoire), qui sont des structures placées par le mâle à l'intérieur du système reproducteur de la femelle à la fin de la copulation grâce à des « glandes à ciment » particulièrement volumineuses chez le ver acanthocéphale.
Une autre stratégie consiste à émettre une substance empêchant les accouplements suivants. Chez les moustiques, par exemple, les mâles produisent une substance grâce à leur glande sexuelle secondaire qui inhibe la réceptivité des femelles inséminées. Ainsi, elle refusent la plupart des accouplements avec les autres mâles. Une autre tactique est de rendre les femelles inattractives pour les autres mâles. Ce phénomène est particulièrement bien connu chez les papillons de nuit. En effet, les mâles déposent des anti-aphrodisiaques sur les femelles lors des accouplements.

## Stratégies des femelles et choix cryptique
Depuis les travaux de Parker sur la compétition spermatique dans les années 1970, les biologistes ont longtemps pensé que les femelles n'avaient qu'un rôle passif dans les processus post-accouplement. Le biais de paternité observé dans la descendance d'une femelle s'étant accouplée avec plusieurs mâles (polyandrie) était alors interprété comme une différence de compétitivité entre les éjaculats des différents mâles (quantité de sperme injecté, vitesse des spermatozoïdes). Une décennie plus tard, les travaux de Thornhill et Eberhard ont suggéré que la morphologie du tractus génital des femelles pourrait favoriser le sperme d'un mâle plutôt que celui d'un autre,. Ainsi, à l'image de la compétition mâle-mâle, le choix femelle ne se limiterait pas seulement à la phase pré-accouplement et continuerait dans le tractus génital des femelles (phase post-accouplement). Ce phénomène s'appelle le « choix cryptique femelle (en) » (pour le différencier du choix femelle qui s'exerce en phase pré-accouplement) et se définit comme étant tout processus pré- et/ou post-accouplement qui amène la femelle à favoriser le sperme d’un mâle plutôt que celui d'un autre. Désormais, le biais de paternité dans la descendance est interprété comme étant la résultante de la compétition spermatique et du choix cryptique femelle.
La compétition spermatique et le choix cryptique femelle agissant de manière simultanée dans le tractus génital femelle, il est souvent difficile de dissocier expérimentalement l'effet de l'un et de l'autre ainsi que de déterminer l'importance relative des deux dans le biais de paternité. De plus, ces processus sont difficilement observables du fait de la nature interne des voies génitales femelles chez les animaux. Malgré ces difficultés intrinsèques, de nombreuses études expérimentales ont montré que le choix cryptique femelle peut expliquer une part plus ou moins importante de la variance observée dans les paternités. Principalement étudiés chez les arthropodes (araignées et insectes), les effets du choix cryptique femelle sur les paternités semblent d'autant plus importants lorsque les femelles possèdent des structures génitales spécialisées dans le stockage du sperme (spermatèque),. Par ailleurs, une méta-analyse de Eberhard et Lehmann suggère que le choix cryptique femelle peut être une composante importante de la sélection sexuelle et un fort moteur de l'évolution des pièces génitales mâles et femelles chez plusieurs espèces de drosophiles. Les auteurs concluent que le choix cryptique femelle pourrait être impliqué dans des processus de spéciation.

### Stratégies pré-copulatoires
Avant la copulation les mâles rivalisent d’ingéniosité pour attirer les femelles (ornements, combats), cependant ce sont les femelles qui en général choisissent avec quels mâles elles s’accoupleront. Par ailleurs, les femelles peuvent favoriser certains mâles en s’accouplant plusieurs fois avec,.

### Stratégies post-copulatoires
En dehors du comportement pré-copulatoire et de quelques cas particuliers, la compétition spermatique chez les femelles a lieu après la copulation et elle a lieu généralement dans les voies génitales de celles-ci.
- Sélection des éjaculats - Selon plusieurs études, les femelles semblent pouvoir agir sur la paternité des œufs en sélectionnant le sperme du mâle qu’elles « préfèrent ». Les mécanismes sous-jacents sont encore mal connus, mais quelques pistes sont données[40]. Les femelles peuvent avoir un contrôle de la paternité en expulsant les éjaculats des mâles[38]. Les spermathèques chez les insectes, auraient un grand rôle dans la sélection des éjaculats. En effet les femelles ayant un contrôle sur la fermeture ou l’ouverture de celles-ci, permettraient de favoriser les mâles de leur choix. Notamment chez Scathophaga stercoraria, les muscles de la spermathèque permettent de modifier le stockage du sperme[41].
- Sélection des spermatozoïdes - L'incompatibilité génétique des spermatozoïdes serait une forme de sélection des spermatozoïdes par la femelle[38]. Par exemple on retrouve ce processus chez les plantes, entre un grain de pollen (mâle) et le stigmate (femelle) où s'il y a incompatibilité génétique entre ces deux composants, le tube pollinique qui permet au grain de pollen de féconder l'ovule ne se développe pas[38],[42]. Ce mécanisme peut avoir plusieurs sources : la dominance ou la surdominance d'un gène, des conflits inter ou intragénomiques, etc[38]. Ceci permettrait d'éviter tout avortement (chez les mammifères) ou perte des œufs (chez les insectes) et ainsi de minimiser les coûts de la fabrication des ovules[5]. Chez les Diplosoma[43], ascidies hermaphrodites coloniales marines, le sperme est directement relargué dans l'eau avant d'atteindre l'oviducte des femelles. Si le sperme est incompatible avec l’oviducte, il sera détruit par l’individu femelle. La fécondation ne pourra avoir lieu. Un autre mécanisme existerait dans le règne animal : la sélection des spermatozoïdes par les pronucléus femelles. En effet (d’après Carré[44] 1991) chez Beroë ovata appartenant à la famille des Cnétaires ou Cténophores, le choix spermatique dans la femelle peut s'observer directement (l'animal et les œufs étant transparents). Les scientifiques ont pu mettre en évidence que les spermatozoïdes après avoir pénétré l'ovaire vont être choisis par les pronucléus femelles qui vont tourner autour avant de fusionner avec[38].

Ainsi de nombreux exemples tendent à prouver que les femelles ont un rôle actif dans le choix de la paternité des œufs, même si tout ne peut être affirmé de façon catégorique. Car la différence compétition mâle-mâle et femelle-mâle reste floue. Les stratégies pré-copulatoires sont moins controversées que les stratégies post-copulatoires car elles sont fondées sur des faits bien observables : le comportement des femelles.

## Coût des stratégies et coévolution[5]
Si les stratégies d’assurance de la paternité augmentent le succès reproducteur des mâles, elles ne sont pas exemptes de certains coûts pour les individus. Par exemple, l’extravagance de certains traits morphologiques chez les mâles peut aller à l’encontre de sa propre survie, en augmentant les risques de prédations et peut s’avérer coûteuse en énergie. De même, les combats, offrandes, et autres parades sont des stratégies hautement coûteuses pour le mâle. D’une manière générale, les stratégies d’assurance de la paternité consistant à garder la femelle après l’accouplement exercent chez le mâle les effets négatifs suivants : perte de temps (réduction des opportunités de rencontrer de nouvelles partenaires) ; risque de blessures lors des combats pour éloigner les rivaux ; augmentation du risque de prédation en étant plus visible, moins attentif ou moins mobile. De plus, chez les espèces territoriales, les mâles doivent établir un compromis entre la défense de leur territoire et la protection de leurs spermatozoïdes.
Mais au-delà du simple coût chez les mâles, les stratégies de compétition spermatique peuvent s’avérer également coûteuses pour les deux sexes. Un mécanisme tel que les bouchons copulatoires, par exemple, présente un désavantage pour la femelle, mais également pour le mâle. En effet, la femelle ne pourra être inséminée que par un seul mâle et aura dès lors une descendance monopaternelle donc une diversité génétique réduite avec également le risque de ne pas avoir tous ses ovules fécondés; à moins qu’un second accouplement n’ait lieu avant que le bouchon ne soit solidifié. Quant au mâle, il ne pourra plus s’accoupler avec cette femelle. Par contre, il le pourra avec d’autres femelles, à condition qu’elles soient vierges.
Les autres processus visant à empêcher la femelle de se reproduire à nouveau (tels que les offrandes, la garde par le mâle ou les substances anti-aphrodisiaques qui lui sont déposées) la pénalisent de la même façon que le bouchon copulatoire.
En bref, mâles et femelles se retrouvent dans un conflit d’intérêt. Le mâle cherche à maximiser sa paternité en contraignant la femelle, et la femelle cherche à augmenter la diversité des spermes qu’elle peut contenir afin de choisir le meilleur partenaire. Or une adaptation qui diminue la valeur adaptative d’un individu amène à la coévolution d’une contre adaptation. On se retrouve donc dans un cas typique de coévolution des caractères autour de cette compétition spermatique.
Chez les femelles, la sélection sexuelle a entraîné l’évolution de stratégies pour pallier les effets négatifs des adaptations des mâles (résistance physique à l’accouplement, rejet du mâle, choix copulatoire, retrait du bouchon copulatoire, etc.). À l’échelle d’une espèce, les stratégies observées consistent donc en un compromis entre les stratégies adaptatives des mâles et des femelles, qui ne maximise pas le succès reproducteur de chaque sexe mais qui optimise le succès reproducteur global de l’espèce. Le compromis adopté découle du rapport optimal entre les coûts et/ou les risques associés à ces stratégies encourus par les individus des deux sexes, et le (les) bénéfice(s) résultants pour la valeur adaptative de l’espèce. Une stratégie persistera donc dans une population si le bénéfice qu’elle confère aux individus est, en moyenne, supérieur au bénéfice associé à d’autres stratégies alternatives.

## Compétition spermatique et phénomène de spéciation
En 2009, Juan Martin-Coello et al., firent une étude afin de déterminer l’impact de la compétition spermatique sur le phénomène de spéciation chez les espèces très proches. Ils remarquèrent que quels que soient les croisements effectués, les spermatozoïdes intraspécifiques avaient toujours le meilleur taux de fertilisation. Cependant, dans le cas de croisements interspécifiques, les spermatozoïdes issus de mâles d’une espèce ayant une forte compétitivité spermatique s’avéraient capables de féconder les ovules d’une femelle d’une autre espèce proche avec succès. Alors qu’un mâle d’une espèce à faible compétitivité spermatique ne pouvait féconder les ovules d’une femelle d’une autre espèce qu’avec peu de succès.
Par ailleurs, ils firent une découverte intéressante selon laquelle les femelles appartenant à une espèce possédant une forte compétition spermatique, développaient des ovules « résistants », autrement dit, plus difficiles à féconder. Il s’avère donc que la compétition spermatique n’agit pas uniquement sur les caractéristiques et performances du sperme, mais également sur celles de l’ovule. Ceci donnant lieu à des asymétries entre les espèces proches parentes, diminuant les succès de fécondation dans le cas de croisements interspécifiques. Ce phénomène peut donc avoir un rôle intéressant de renforcement de la spéciation.

## Controverse et débat
La compétition spermatique est un sujet suscitant un grand intérêt et donc de nombreux débats dans la communauté scientifique.
La difficulté inhérente à la mesure de la compétition spermatique en fait un premier point de controverse.
En effet, on l’estime très généralement part le calcul d’une valeur : le « P2 ». Il s’agit de la proportion de descendants du second mâle s’étant accouplé avec une femelle. Cette valeur peut aller de 0 à 1. Si elle est égale à 1 alors le second mâle a eu 100 % de paternité, si elle est égale à 0, c’est le premier mâle qui a 100 % de paternité. Si P2 est égal à 0.5 alors on estime que les deux éjaculats ont été utilisés de la même façon,.
Mais ce calcul pose un problème : comment déterminer si ces chiffres découlent d’une compétition entre les spermatozoïdes ou du choix de la femelle ?
De nouvelles méthodes de marquages des spermatozoïdes (par fluorescence par exemple) ont alors été mises en place, mais dont l’impact sur les performances spermatiques doit être attentivement évalué,,.
Par ailleurs, en ce qui concerne la taille des spermatozoïdes et leur vitesse, il était entendu qu’une plus grande taille amenait à une plus grande vitesse et donc à une meilleure fertilité. Cependant, Stuart Humphries et al. ont récemment remis en cause cette idée en utilisant des données de physique, arguant que les conditions in vivo n’étaient pas équivalentes en termes de physique des fluides à celles que l’on trouve in vitro. Les effets parois entre autres, sont à prendre à compte dans les calculs. Ainsi, ils déclarent que l’augmentation de la taille des spermatozoïdes n’est pas forcément liée à la compétition spermatique.
En bref, à cause de ces diverses controverses, il est possible que l’effet de la compétition spermatique soit mal comprise ou sous-estimée. Mais de nouvelles études et méthodes sont en passe d’améliorer l’approche de cette théorie.